# Son Real
La Necrópolis de Son Real es un conjunto de construcciones funerarias situado en el municipio español de Santa Margarita (Mallorca, Islas Baleares). El nombre le proviene de la finca en cuyos terrenos se encuentra. Sus primeros vestigios son de aproximadamente el siglo VII a. C. Es probablemente el monumento más enigmático de toda la isla de Mallorca. Está situado al borde del mar y cuenta con numerosos monumentos (tumbas de Punta Fenicis, necrópolis del Illot des Porros (‘puerros’), un dolmen, varias cuevas artificiales al borde del mar y algunas zonas no excavadas dentro de la posesión de titularidad pública), algunos de ellos sin excavar y otros de ellos excavados sobre todo entre los años 1950-1965 aproximadamente. Popularmente se conoce el conjunto de enterramientos como «cementerio de los fenicios», aunque las tumbas, navetiformes y talayotiformes, corresponden más bien con construcciones autóctonas endémicas.
Los hallazgos en las tumbas, correspondieron a joyas (cuentas de vidrio o collares de pasta vítrea -típico de los cartagineses-) armas (espadas de hierro y bronce, puntas de flecha) ajuar (cerámica casera). Todavía queda por descubrirse el poblado del que procedían todos los restos esqueléticos y cenicientos encontrados. Los indicios parecen indicar que probablemente se encontrara en la misma ubicación donde se encuentra la actual posesión.
Cerca de la finca de Son Real, a la altura del km. 17,700 de la carretera de Ca'n Picafort a Artá, se encuentra visible, a la izquierda, en un altozano el protopoblado pretalayótico de Es Figueral de Son Real cuya datación aproximada es del 1000 a. C. al 80 a. C. En la excavación realizada por Rosselló en 1965 aparecieron restos de cerámica, huesos de animales y mariscos. Son construcciones de tipo navetiforme.
En ambos emplazamientos son comunes los restos de animales, lo que indicaría, quizás, pruebas de sacrificios rituales e los enterramientos.